# 客雅山
客雅山又稱隙仔山，位於臺灣北部新竹市郊，北區、東區、香山區三區的交界之處，最高處約100公尺，屬於竹東丘陵八分寮山系的一部分。客雅山範圍約為新竹市北區的曲溪里、香山區東香里東北側、東區柴橋里的西北側。

## 歷史
1895年（光緒21年、明治28年），日本北白川宮能久親王率領的臺灣屯駐軍近衛師團曾駐紮於此。1896年，新竹支廳長松村雄之在當時軍隊駐紮處立「御露營紀念碑」（位於今新竹市立成德高中校址）。北白川宮能久親王的王子成久王在1903年祭拜父親時，種了兩株松樹（兩棵樹分別位於今成德高中校園與新竹神社），因此牛埔山東部又被稱為崧嶺。1918年，新竹廳在紀念碑的地方建新竹神社。戰後新竹神社被毀，曾是內政部移民署新竹收容所，2018年新竹靖廬遷至高雄後，原新竹神社遺址正計畫修復中。
而在山的另一側，清代時為香山南勢山義塚，日治時期1904年改為牛埔山共同墓地，戰後改為新竹市第四公墓。
2000年後修築茄苳景觀大道與客雅大道穿越客雅山，新竹市政府新建火葬場羽化館，並整建附近綠地為休閒公園，闢建觀景平台。